# شرطة السودان

شرطة السودان هو اسم جهاز الشرطة في دولة السودان.

## تاريخ
عرف السودان نظام الشرطة والأمن منذ مملكة كوش عندما كان حراس الملك يتولون مهمة الحفاظ على الأمن داخل أسوار المدن، وبسقوط آخر مملكة مسيحية على يد جيوش الفونج، تقلص دور الشرطة أمام نفوذ مشايخ القبائل حتى غزا محمد على السودان في سنة 1821م، فأوكلوا أمر الأمن لقوتين عرفت إحداها باسم الجهادية والأخرى البشبوزق، وفي عهد المهدية حيث إنقسمت إلى قوة مرافقين ومبشرين وملازمين وخيالة.
عرف السودان الشكل الحديث للشرطة لأول مرة في عام 1821 م عندما غزا العثمانيون السودان، تحت مسميات اخرة مثل الجهادية والباشبزق وهي كلمة تركية تعنى (رجال الباشا) وكان الملك (شاويش) ملك الشايقية الذي هزم في معركة كورتى  من الاتراك وقبل العمل معهم أول قائد لقوات الباشبزق أو الشرطة في السودان. وكانت مهام هذه القوات في ذلك الزمان تقتصر على حفظ النظام وجمع الضرائب وفرض سياسات الحكومة التركية وتعقب المعارضين وتأمين الطرق وغيرها.

### التأسيس
قام حاكم عام السودان ونجت باشا بتأسيس بوليس المديريات (المحافظات) واستعان أيضا بشيوخ القبائل لبسط الأمن والنظام في البوادي. وباستقلال السودان في 1956 م انضمت الشرطة السودانية إلى منظمة الإنتربول (البوليس الدولي).

### إعادة الهيكلة 1990
ابتداء من عام 1990 م، شهدت الشرطة تغييرا كبيرا في بنيتها حيث دمجت قوات وزارة الداخلية في قوة واحدة عرفت باسم الشرطة الموحدة، وتم تأسيس عدد من اقسام الشرطة:
- الشرطة الشعبية،
- شرطة المنشآت الاقتصادية،
- شرطة السياحة والآثار،
- وشرطة الطيران المدني،
- الشرطة الأمنية (شرطة لرقابة انضباط قوات الشرطة).

في عام 1992 م، تم ترفيع كلية الشرطة وتغيير اسمها إلى أكاديمية الشرطة بالسودان التي تم ضمها في عام 2000 م، إلى جامعة الرباط الوطني، وأصبحت قوة المطافيء مؤسسة جديدة باسم الدفاع المدني لتقديم الحماية المدنية للمواطنين في أوقات السلم والحرب.
من التطورات الأخرى إدخال العمل بالسجل المدني السوداني مشتملا على الرقم الوطني، وكذلك تطبيق الرقابة الألكترونية للمرور وجواز السفر البيومتري.